# Lagidium wolffsohni
La viscaccia di Wolffsohn (Lagidium wolffsohni) è un roditore della famiglia Chinchillidae.

## Distribuzione e habitat
Vive in Argentina e Cile. Il suo habitat naturale è costituito da zone rocciose.